# Матриця Гурвіца
Матриця Гу́рвіца — структурована квадратна матриця, складена з коефіцієнтів дійсного многочлена.
Теорема Гурвіца — теорема, що встановлює умови, при дотриманні яких всі корені (нулі) дійсного многочлена {\displaystyle \!p(z)=a_{0}z^{n}+a_{1}z^{n-1}+\ldots +a_{n-1}z+a_{n}\,\,(a_{0}>0,\,\,a_{n}\neq 0,\,n\,\geq 1)\,\,\,\,\,\,\,\,\,\,\left(1\right)}
розташовані строго в лівій комплексній півплощині, тобто мають від'ємні дійсні частини. Ця задача вперше була розв'язана в роботі Ш. Ерміта (1856), але залишилася невідомою, широкому колу фахівців. Повторно її сформулював Джеймс Максвелл (1868) і розв'язав Е. Раус (1877). Зручніший розв'язок тієї ж задачі незалежно від Е. Рауса знайшов А. Гурвіц (1895). В математичній і технічній літературі він отримав назву теореми (критерію) Гурвіца.

## Теорема Гурвіца
Щоб усі корені дійсного многочлена (1) мали від'ємні дійсні частини, необхідно і достатньо, щоб виконувалися нерівності
{\displaystyle \!\Delta _{1}>0,\,\Delta _{2}>0,\,\Delta _{3}>0,\,\ldots ,\,\Delta _{n}>0,\,\,\,\,\,\,\,\,\,\,\left(2\right)}
Тут {\displaystyle \!\Delta _{1}=a_{1},\,\Delta _{2}=\left|{\begin{matrix}a_{1}&a_{3}\\a_{0}&a_{2}\\\end{matrix}}\right|,},
{\displaystyle \!\Delta _{3}=\left|{\begin{matrix}a_{1}&a_{3}&a_{5}\\a_{0}&a_{2}&a_{4}\\0&a_{1}&a_{3}\\\end{matrix}}\right|,\,\ldots } — послідовні головні мінори матриці
{\displaystyle H(p)={\begin{bmatrix}a_{1}&a_{3}&a_{5}&a_{7}&\ldots &0\\1&a_{2}&a_{4}&a_{6}&\ldots &0\\0&a_{1}&a_{3}&a_{5}&\ldots &0\\0&1&a_{2}&a_{4}&\ldots &0\\0&0&a_{1}&a_{3}&\ldots &0\\\vdots &\vdots &\vdots &\vdots &\ddots &\vdots \\0&0&0&0&\ldots &a_{n}\\\end{bmatrix}}}
складеної з коефіцієнтів многочлена (1). Многочлен, що задовольняє приведеній теоремі, називають зазвичай многочленом Гурвіца, а мінори {\displaystyle \!\Delta _{1},\,\Delta _{2},\,\ldots ,\,\Delta _{n}} — визначниками Гурвіца. Теорему Гурвіца застосовують в математичній теорії стійкості і теорії автоматичного регулювання як критерії стійкості лінійних (лінеаризованих) систем.